# Langedijk
Langedijk es un municipio de la Provincia de Holanda Septentrional de los Países Bajos.

## Núcleos de población
El municipio de Langedijk está formado por las siguientes ciudades, pueblos, aldeas y/o distritos:
- Broek op Langedijk
- Koedijk (parcialmente)
- Noord-Scharwoude
- Oudkarspel
- Sint Pancras
- Zuid-Scharwoude.

## Topografía
Mapa topográfico holandés de Langedijk, junio de 2015